# Trashology
Pour plus de détails, voir Fiche technique et Distribution.
Trashology est un film américain réalisé par Brian Dorton, sorti en 2012. Il met en vedettes dans les rôles principaux Rodney Horn, Douglas Conner et Brian Dorton.

## Synopsis
Tracy (Laura Lee Black), une étudiante, vient de recevoir une mission pour écrire un rapport sur son genre de film préféré. Dans ses recherches, elle découvre un livre. Maintenant Tracy est emmenée dans trois histoires imbriquées et inattendues. 

### The Vat
Deux femmes (Jenny Coulter et Rodney Horn) sont harcelées par un fanatique religieux (Angie Keeling) à propos de leurs manières mondaines. Quand l’hypocrite de la Bible les menace, la violence et le chaos font des ravages. 

### Big Debbie
Une femme robuste (Rodney Horn) est abandonnée devant l’autel. Elle rencontre deux gars qui l’utilisent pour satisfaire leur étrange fétiche sexuel. Quand elle meurt accidentellement, ils sont obligés de se débarrasser du corps. Le seul problème est qu’une femme sur le fil du rasoir (Rachel Stout) est témoin quand ils la jettent à l’eau, et les fait chanter pour qu’ils tuent sa petite amie infidèle (Kelli Ellis). 

### Inglourious Bitches
Un duo excentrique de justiciers féminins (Douglas Conner et Brian Dorton) utilise une application sur téléphone portable pour traquer et assassiner les délinquants sexuels.
Dans une interview, le réalisateur Brian Dorton explique ainsi le titre : « Trash + Anthologie = Trashology. Ce film parle d’une étudiante en cinéma qui doit écrire un article sur son genre de films préféré, qui est les films d'exploitation trash des années 1970. Dans sa recherche pour le matériel, l’élève découvre un livre appelé Trashology qui raconte trois histoires qui s’entremêlent toutes (…) Les trois histoires ont beaucoup de connexions, donc tout a été très soigneusement planifié. La plupart des anthologies sont des films d'horreur. Je pensais que ce serait différent de faire une anthologie de comédie. Cependant, le film est une combinaison de plusieurs genres ».

## Distribution
- Rodney Horn : Big Debbie / Laura / Larry / Mme Green / Victime
- Douglas Conner : Melissa Couch / George
- Brian Dorton : Katrina Lizhope / Michael
- Laura Lee Black : Tracy[4]
- Angie Keeling : Claudia
- Jenny Coulter : Beatrice
- Sean Kasky : Stan
- Rachel Stout : Ann
- Kelli Ellis : Helen
- Fritz Dorton : Damone
- Joe Slack : Quentin
- Tammy Shields : Peggy
- Brad Anderson : Gars au hasard
- Ryan Gunn : M. Donavan
- Nick Hans : Joe Wong[5]
- Ruthie Hodge : Femme serviable
- Molly Karl : Katrina jeune
- Karli Kerr : Tabitha Corbit[1]

## Production
Le tournage a eu lieu à Louisville, au Kentucky, aux États-Unis. Le film est sorti le 6 août 2012 aux États-Unis, son pays d’origine.

## Réception critique
Trashology recueille un score d’audience de 80% sur Rotten Tomatoes.